# 市立札幌啓北商業高等学校
市立札幌啓北商業高等学校（しりつ さっぽろけいほくしょうぎょうこうとうがっこう、英: Municipal Sapporo Keihoku Commercial High School）は、北海道札幌市南区石山にある公立（市立）の商業高等学校である。
2027年（令和9年）度に市立札幌藻岩高等学校と統合再編されることになっている。

## 設置学科
全日制
- 未来商学科（2年次から下記の3コースに分かれる）
  - 会計コース
  - 情報コース
  - 国際コース（下記の2系列に分かれる）
    - 異文化系
    - マーケティング系

## 沿革
- 1941年（昭和16年）
  - 3月14日 -札幌市立商業学校、 文部省告示第271号により設置認可（定時制）[2]
  - 4月19日 - 札幌市中央創成国民学校（北1条西2丁目）で入学式（定時制）[3]
  - 4月23日 - 札幌市西創成国民学校（南3条西7丁目）で授業開始（定時制）[3]
- 1943年（昭和18年）3月27日 - 札幌市第二国民学校（現・札幌市立柏中学校、南22条西5丁目）に校舎移転（定時制）[3]
- 1948年（昭和23年）
  - 4月1日 - 札幌市立商業高等学校に昇格（定時制）[3]
  - 11月21日 - 旧札幌市役所庁舎（北1条西2丁目）に校舎移転[3]
- 1950年（昭和25年）
  - 4月1日 - 北海道立札幌工業高等学校（南14条西12丁目）に商業科を増設し、北海道札幌伏見高等学校と改称（全日制）[4]
  - 7月11日 - 札幌市立商業高等学校を北海道札幌創成商業高等学校と改称、4月1日に遡って適用（定時制）[5]
- 1951年（昭和26年）
  - 4月 - 男女共学化により、全日制・定時制ともこの年から女子生徒が入学[6]
  - 4月21日 - 札幌市立大通小学校（大通西11丁目）に校舎移転（定時制）[3]
- 1955年（昭和30年）
  - 4月1日 - 北海道札幌伏見高等学校商業課程（全日制）を札幌市に移管、北海道札幌創成商業高等学校（定時制）と合併し、北海道札幌創成商業高等学校（全日制・定時制）として発足[7]
  - 12月23日 - 北海道札幌啓北商業高等学校と改称[4]
- 1956年（昭和31年）11月 - 独立校舎（南23条西10丁目）を新築・移転[4]、全日制と定時制の生徒対面式[7]
- 1966年（昭和41年）8月2日 - 定時制演劇部が全国高等学校演劇大会最優秀賞受賞[8][9]
- 1980年（昭和55年）
  - 4月1日 - 定時制に経理専門コース[注釈 1]を設置[10]
  - 8月14日 - 南区石山1条2丁目の現在地（旧・石山高等学校跡地）に校舎を新築、移転[10]
- 2005年（平成17年）4月1日 - 全日制商業科を未来商学科に学科転換[11]
- 2008年（平成20年）4月1日 - 定時制本科の募集を停止[12]
- 2009年（平成21年）4月1日 - 定時制経理専門コースの募集を停止[12]
- 2010年（平成22年）4月1日 - 定時制を大通校舎（中央区北2条西11丁目・市立札幌大通高等学校）へ移転[13]
- 2011年（平成23年）3月31日 - 定時制閉課程[13]
- 2017年（平成29年）5月30日 - 文部科学省「スーパー・プロフェッショナル・ハイスクール（SPH）」指定校（2018年、2019年に再指定）
- 2018年（平成30年）4月1日 - 市立札幌啓北商業高等学校に改称[11]

## 日商簿記甲子園
- 2024年度、第1回全国高等学校日商簿記選手権大会（日商簿記甲子園）開催（日商簿記検定施行70周年記念事業）の参加校である。

## 部活動
- 運動部 - 野球、サッカー、アーチェリー（男・女）、バレーボール（男・女）、バスケットボール（男・女）、陸上、ソフトボール、ソフトテニス（男・女）、テニス（男・女）、卓球（男・女）、バドミントン（男・女）
- 文化部 - 吹奏楽、簿記、ワープロ、商業クラブ、英語、コンピュータ、演劇、書道、美術、華道、茶道、マンガ・アニメ
- 外局 - 放送、図書

## 著名な出身者
- 香寿たつき　女優（元宝塚歌劇団）
- 田中弘　会計学者
- 土屋公三　実業家・土屋ホールディングス会長
- 本多一夫　劇場経営者・本多劇場グループ代表
- 三浦和哉　実業家・日立キャピタル会長